# I Cuerpo de Caza
El I Cuerpo de Caza (Jagd-Korps I) fue una unidad de la Luftwaffe durante la Segunda Guerra Mundial.

## Historia
Fue formado el 15 de septiembre de 1943 en Zeist, a partir del XII Cuerpo Aéreo. Subordinado por el Comando de la Fuerza Aérea Centro/Flota Aérea Reich. Cuartel General en Zeist, marzo de 1944 en Brunswick-Querum y el 15 de octubre de 1944 en Treuenbritzen. Fue disuelto el 26 de enero de 1945, así como sus competencias fueron asumidas por IX Cuerpo Aéreo (J).

## Comandantes
- Teniente General Josef Schmid (15 de septiembre de 1943 - 30 de noviembre de 1944)
- Teniente General Joachim-Friedrich Huth (30 de noviembre de 1944 - 26 de enero de 1945)

### Jefes de Estado Mayor
- Teniente coronel Erich Bode (7 de diciembre de 1944 - 26 de enero de 1945)

## Orden de Batalla
Controlando las siguientes unidades
- Escuadrilla de Enlace/I Cuerpo de Caza (agosto de 1944 - enero de 1945)
- 1.º División de Caza (15 de septiembre de 1943 - 26 de enero de 1945)
- 2.º División de Caza (15 de septiembre de 1943 - 26 de enero de 1945)
- 3.º División de Caza (15 de septiembre de 1943 - 26 de enero de 1945)
- 7.º División de Caza (15 de septiembre de 1943 - 26 de enero de 1945)
- 8.º División de Caza (15 de junio de 1944 - 26 de enero de 1945)
- 30.º División de Caza (febrero de 1944 - 16 de marzo de 1944)
- Regimiento Aéreo de Comunicaciones en el I Cuerpo de Caza